# Hypotrachyna noskeiae
Hypotrachyna noskeiae är en lavart som beskrevs av Elix, T.H. Nash, & Sipman. Hypotrachyna noskeiae ingår i släktet Hypotrachyna och familjen Parmeliaceae.   Inga underarter finns listade i Catalogue of Life.